# Маховик

Маховик

Маховик (маховое колесо) — массивное вращающееся колесо, использующееся в качестве накопителя (инерционный аккумулятор) кинетической энергии или для создания инерционного момента, как это используется на космических аппаратах.

## Использование
Используется в машинах, имеющих неравномерное поступление или использование энергии, накапливая энергию, когда поступление энергии выше чем расход, и отдавая её, когда потребление превышает поступление энергии. Также используется в гибридном двигателе в качестве накопителя энергии и для рекуперативного торможения, гиробусах и гировозах - взрывобезопасных шахтных локомотивах.
Часто функцию маховика выполняет массивный вращающийся элемент механизма.
Помимо энергии, вращающийся маховик (как и любое вращающееся тело) обладает ещё и моментом импульса, с чем связано наблюдение гироскопического эффекта, заключающегося в прецессии оси вращения вокруг своего первоначального направления при появлении внешней силы, не совпадающей с направлением оси вращения.
Первым примером использования гироскопического эффекта можно считать изобретение игрушки «волчок» («йо-йо»).
Одним из первых применений гироскопического эффекта стал переход в XIX веке от стрельбы круглыми ядрами к продолговатым снарядам, вращение которых позволило сохранять их ориентацию в пространстве, а продолговатая форма — значительно увеличить их массу (болванка) или же разрывной заряд при равном аэродинамическом сопротивлении.
Маховиком является и ротор гироскопа, используемого в гирокомпасах и вообще в гироскопических устройствах ориентации в пространстве, в частности торпед (прибор Обри), ракет и космических аппаратов. Наиболее привычные примеры маховика — велосипедное колесо или вращающийся диск электро-проигрывателя виниловых пластинок, соответствующая деталь практически любого двигателя внутреннего сгорания.
Свойство маховика сохранять направление оси вращения используется в успокоителях качки корабля.
В повседневной жизни маховик наиболее часто применяется на автомобилях: любой поршневой двигатель снабжён маховиком, часто совмещающим функции как часть сцепления и системы пуска (маховики снабжают зубчатым венцом для передачи момента от стартера). Кроме вывода кривошипно-шатунного механизма из мёртвой точки, маховик в двигателе снижает неравномерность вращения до приемлемой, что увеличивает ресурс трансмиссии (оставшаяся часть неравномерности гасится пружинами демпфера крутильных колебаний или муфтой АКПП, затем торовыми резиновыми и вискомуфтами). У звездообразных авиационных двигателей роль маховика фактически выполняет воздушный винт, а у ротативных двигателей итак вращаются наиболее массивные и металлоëмкие части — блок цилиндров и картер, они и выступают маховиком сами по себе.

## Физика
Кинетическая энергия вращения, накопленная во вращающемся теле (маховике), может быть рассчитана по формуле:
{\displaystyle E={\frac {1}{2}}I\omega ^{2}}
где:

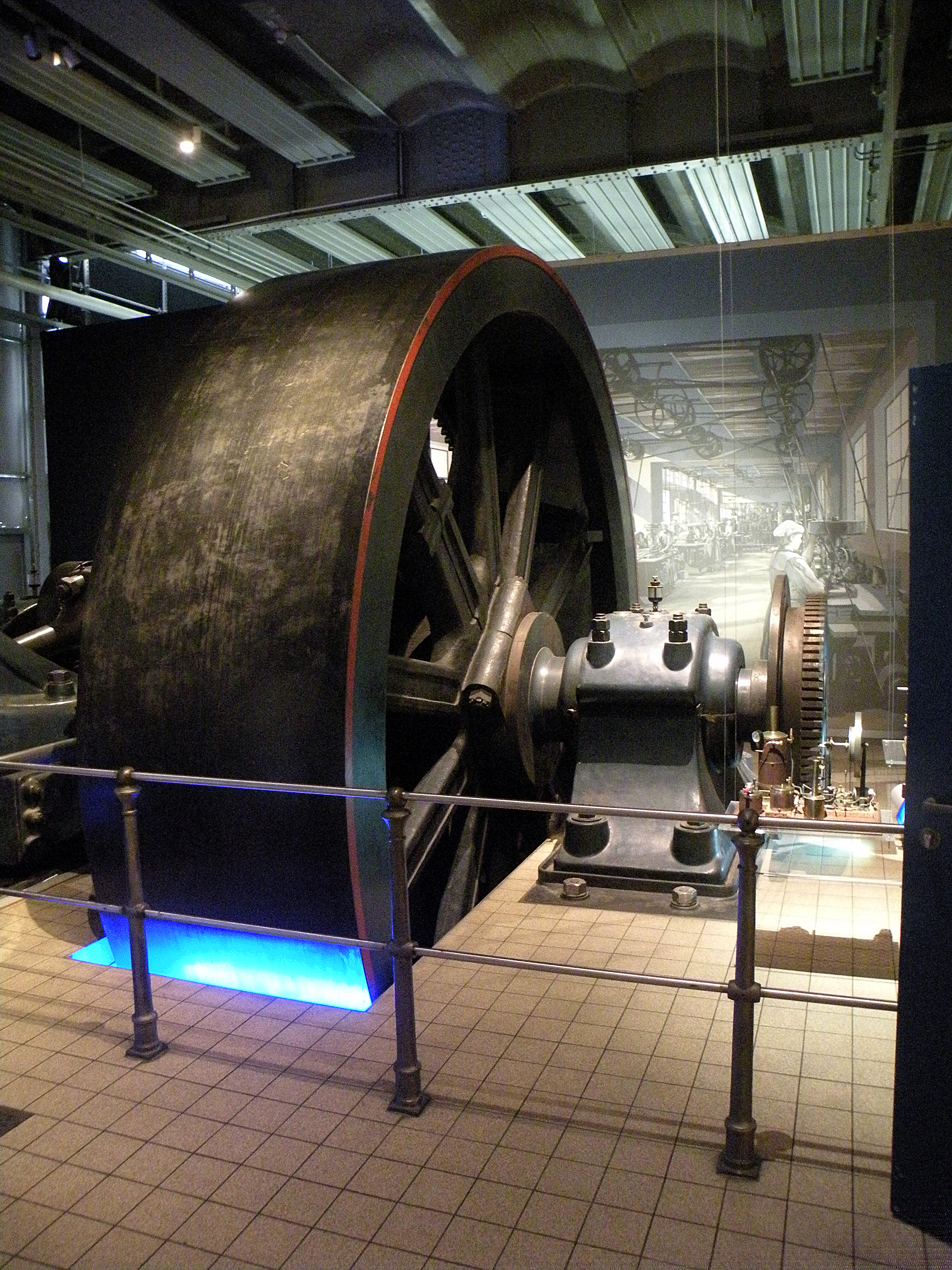
Маховик фабричной стационарной паровой машины

- {\displaystyle I} — момент инерции массы относительно оси вращения маховика
- {\displaystyle \omega } (омега) — угловая скорость в радианах в секунду

Для простых форм маховика известны конечные выражения момента инерции
- Для полого цилиндра {\displaystyle I={\frac {1}{2}}m(r^{2}+r_{o}^{2})}
где {\displaystyle m}— масса полого цилиндра; {\displaystyle r}— его радиус; {\displaystyle r_{o}} — внутренний радиус цилиндра
- Для тонкостенного цилиндра {\displaystyle I=mr^{2}}
- Для сплошного цилиндра {\displaystyle I={\frac {1}{2}}mr^{2}}

Заменив в формуле для полого цилиндра угловую скорость {\displaystyle \omega } на частоту вращения {\displaystyle f} по формуле
{\displaystyle \omega =2\pi f}
получим
{\displaystyle E=m(\pi f)^{2}(r^{2}+r_{o}^{2})}

## История
Эффект маховика использовался с древнейших времен: например, в гончарном круге, ветряных мельницах. Вероятно, одним из древнейших примеров использования маховика стала археологическая находка из Междуречья (в районе города Ур) — гончарный станок с диском из обожжённой глины, около метра в поперечнике и весом не менее центнера. Подобные изобретения неоднократно появлялись и в Китае.

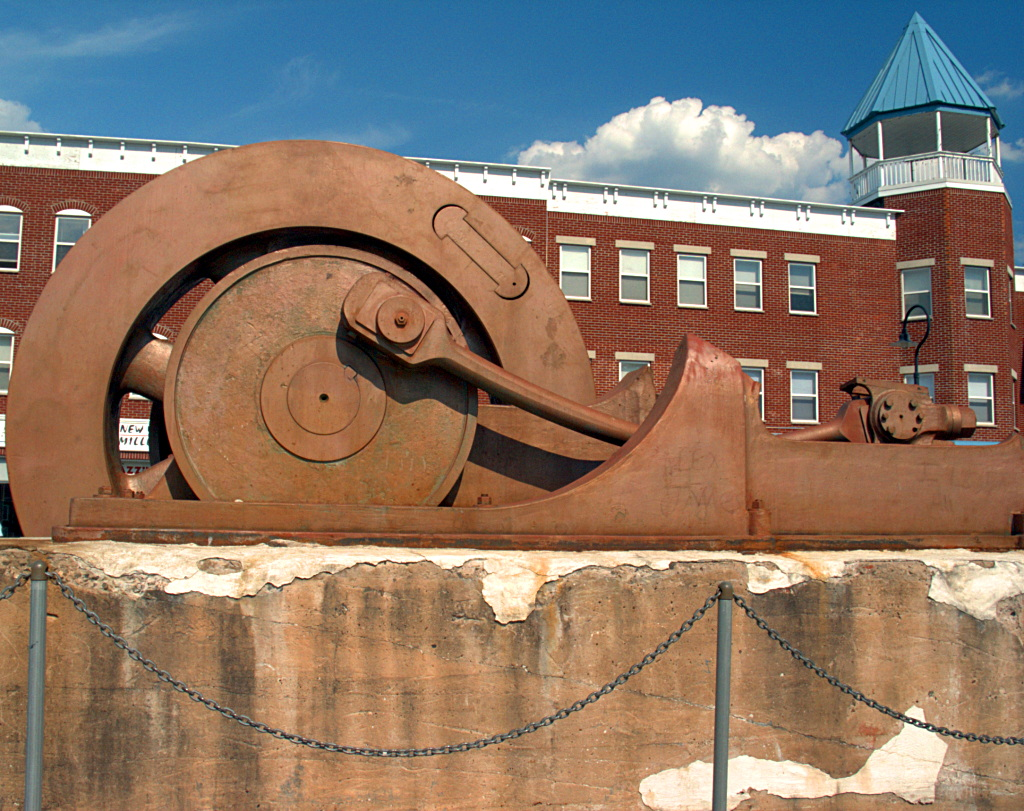
Маховик со старой фабрики

Согласно американскому медиевисту Линну Уайту немецкий монах Теофил упоминает в своём трактате «О различных искусствах» несколько машин, в которых применяется маховик.
Во время промышленной революции, Джеймс Уатт применил маховик в паровой машине для выравнивания движения и преодоления мертвых положений поршня, и его современник Джеймс Пикард использовал маховик в сочетании с кривошипно-шатунным механизмом для преобразования возвратно-поступательного движения во вращательное.
В 20-30-х годах XX века советский изобретатель А. Г. Уфимцев впервые в мире применил инерционный аккумулятор на первой в России ветроэлектростанции, построенной им в Курске.
Использование маховика в качестве аккумулятора энергии ограничивается тем, что при превышении допустимой окружной скорости происходит разрыв маховика приводящий к большим разрушениям. Это вынуждает создавать маховики с очень большим запасом прочности, что приводит к снижению их эффективности.
Следствием этого является малая (по сравнению с другими видами аккумуляторов) удельная энергоёмкость.

### Пример
Предельное значение угловой скорости маховика {\displaystyle \omega } определяется прочностью материала маховика на разрыв. Нетрудно показать, что для маховика в форме вращающегося диска {\displaystyle {\frac {1}{2}}I\omega ^{2}={\frac {V}{4}}S_{max}}, где {\displaystyle S_{max}} — предел прочности материала маховика на разрыв (сила разрыва на единицу площади), {\displaystyle V} — объём диска. Для плавленого кварца {\displaystyle S_{max}=3\times 10^{9}} Н/м2. Энергоемкость маховика из плавленого кварца объёмом {\displaystyle 0,1} м3 и весом {\displaystyle 200} кг будет равна энергоемкости {\displaystyle 13} л бензина.

## Супермаховик
В мае 1964 года Н. В. Гулия подал заявку на изобретение супермаховика — энергоёмкого и разрывобезопасного маховика. В отличие от классического монолитного маховика, супермаховик намотан из тонкой ленты, проволоки или синтетических волокон, которые обладают значительно большей удельной прочностью, чем монолитная деталь (отливка или поковка), поэтому энергоемкость такого маховика значительно выше (по утверждению изобретателя, до 1,8 МДж/кг). Кроме того, в случае разрыва супермаховика не образуется крупных осколков: концы разорванной ленты или волокон начинают тормозиться о кожух, и маховик постепенно останавливается.